# Штефенешть (Келераш)
Штефенешть, Штефенешті (рум. Ștefănești) — село у повіті Келераш в Румунії. Входить до складу комуни Іляна.
Село розташоване на відстані 51 км на схід від Бухареста, 58 км на північний захід від Келераші, 143 км на південний захід від Галаца.

## Населення
За даними перепису населення 2002 року у селі проживали 660 осіб, з них 659 осіб (99,8%) румунів. Рідною мовою 659 осіб (99,8%) назвали румунську.